# Бад-Емсталь
Бад-Емсталь (нім. Bad Emstal) — сільська громада в Німеччині, знаходиться в землі Гессен. Підпорядковується адміністративному округу Кассель. Входить до складу району Кассель.
Площа — 38,67 км2. Населення становить 5893 ос. (станом на 31 грудня 2020).